# Edyta Kuczyńska
Edyta Kuczyńska, znana także jako Edi Ann (ur. 9 listopada 1984 w Łodzi) – polska piosenkarka.

## Życiorys
Jest absolwentką szkół muzycznych I i II stopnia oraz Uniwersytetu Łódzkiego na kierunku edukacja artystyczna. W 2008 uczestniczyła z utworem „Lovin’U” w finale programu Piosenka dla Europy 2008 oraz zajęła pierwsze miejsce i zdobyła nagrodę za najlepszą kompozycję na Carpathia Festivalu. W latach 2013–2015 była wokalistką zespołu Varius Manx, z którym m.in. wystąpiła na 50. Krajowym Festiwalu Piosenki Polskiej w Opolu oraz wydała single: „Mamy teraz siebie”, „Wierzę w miłość”, „Cudowne dni” i „Spokój”. W 2014 wzięła udział w kampanii wizerunkowej Radia RMF FM „Ja cię kręcę” z okazji 25-lecia rozgłośni, na której potrzeby nagrała cover utworu „Africa” zespołu Toto.